# Michael Durant
Pour les articles homonymes, voir Durant.
Michael Durant, né le 23 juillet 1961 à Berlin, dans le New Hampshire, aux États-Unis, est un militaire des forces armées des États-Unis connu pour avoir été fait prisonnier lors de la bataille de Mogadiscio. Il a servi en tant que pilote d'hélicoptère au sein des opérations spéciales. Il a servi pendant l'opération Just Cause au Panama, et pendant la Guerre du Golfe. Sa participation à l'opération Gothic Serpent va le mettre en valeur. 

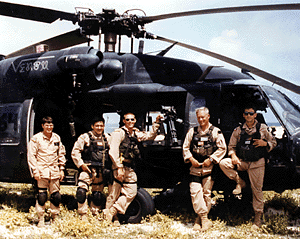
L'équipage du Super 6-4 un mois avant la bataille de Mogadiscio. Winn Mahuron, Tommy Field, Bill Cleveland, Ray Frank et Michael Durant.

Lors de la bataille de Mogadiscio, le 3 octobre 1993, alors qu'il a le grade de Chief Warrant Officer, Four (équivalant à adjudant-chef), il est pilote du BlackHawk appelé Super-6.4 du 160th Special Operations Aviation Regiment (Airborne). Il assure le transport des Rangers qui doivent sécuriser le bâtiment cible, occupé par les Delta Force. Lorsque l'appareil de Cliff Wolcott est abattu, il est chargé de le remplacer sur sa zone. En cours de trajet, son rotor arrière est touché par une roquette mais le pilote réussit néanmoins à conserver le contrôle de l'hélicoptère. Soudain, l'appareil devient incontrôlable et s'écrase en dehors  des zones d'affrontements. Deux snipers de la Delta Force, Gary Gordon et Randy Shughart, vont venir au secours de l'équipage. Ils mettent à l'abri Durant, qui a été blessé, avant de donner leurs vies pour repousser les miliciens ennemis. Leurs corps  seront alors traînés dans les rues de Mogadiscio, partiellement ou totalement dévêtus, par la population. 
Michael Durant est capturé par les miliciens somaliens, qui exigent le retrait total des forces américaines. L'armée américaine répond par la force en menaçant de bombarder la zone de Mogadiscio détenue par la tribu d'Aidid et fait venir quelques soldats supplémentaires. Finalement, après 11 jours de captivité, Michael Durant sera remis à la Croix-Rouge et retournera aux États-Unis.
Thomas Field, William Cleveland et Raymond Frank sont les membres de l'équipage qui ont été tués.